# Новозыково (Свердловская область)
Новозыково — посёлок в Гаринском городском округе Свердловской области России.

## Географическое положение
Посёлок Новозыково муниципального образования «Гаринский городской округ» расположена в 40 километрах (по автодороге в 53 километрах) к северо-востоку от посёлка Гари, в лесной местности на правом берегу реки Тавда, между руслом реки и восточным краем болота Масловский Киляй. Автомобильное сообщение с посёлком затруднено, а также имеется водное сообщение по реке Тавда.

## Население
| 2002 | 2010 |
| ---- | ---- |
| 101  | ↗117 |